# صوفي ليتشر
صوفي ليتشر (بالإنجليزية: Sophie Letcher)‏ مواليد 29 نوفمبر 1992 في ملبورن، هي لاعبة كرة مضرب أسترالية. أعلى تصنيف لها في الفردي كان المركز الـ 253 في سنة 2011. أعلى تصنيف لها في الزوجي كان 367.

## النهائيات

### الفردي: 1 (0–1)
| الحصيلة | الرقم | التاريخ       | الدورة            | الأرضية | المنافس   | النتيجة |
| الوصافة | 1.    | 26 أبريل 2010 | إبسويتش، أستراليا | ترابية  | سالي بيرز | 4–6 3–6 |

## روابط خارجية
- صوفي ليتشر على موقع رابطة محترفات التنس (الإنجليزية)
- صوفي ليتشر على موقع الاتحاد الدولي لكرة المضرب (الإنجليزية)
- صوفي ليتشر على موقع اتحاد التنس الأسترالي (الإنجليزية)
- صوفي ليتشر على موقع إي إس بي إن.كوم (الإنجليزية)